# TT94
La tombe thébaine TT 94 est située à Cheikh Abd el-Gournah, dans la nécropole thébaine, sur la rive ouest du Nil, face à Louxor en Égypte.
C'est la sépulture de Ramosé, appelé Amy, qui a vécu sous les règnes de Thoutmôsis III et Amenhotep II.